# 斯特凡諾·迪·喬瓦尼
斯特凡諾·迪·喬瓦尼（Stefano di Giovanni）是一位文藝復興時期的托斯卡納畫家，也是錫耶納畫派的重要人物。在遵循錫耶納傳統的同時，他引入了裝飾性哥德式風格和馬薩喬等當代佛羅倫薩創新者的現實主義元素，對風格進行了創新。

## 生平
薩塞塔（Sassetta）這個名字從18世紀起就被錯誤地與他聯繫在一起，但現在普遍用來稱呼斯特凡諾·迪·喬瓦尼。斯特凡諾·迪·喬瓦尼的出生日期和出生地尚不清楚。有人說他出生在錫耶納，儘管也有一種假設他出生在科爾托納。
他的父親喬瓦尼（Giovanni）被稱為達卡托納（da Cartona），這可能意味著科爾托納是這位藝術家的出生地。他的綽號「薩塞塔」的意思很模糊，在他那個時代的文獻中沒有被引用，但出現在十八世紀的史料中。
斯特凡諾·迪·喬瓦尼可能與貝內代托·迪·賓多（Benedetto di Bindo）和格雷戈里奧·迪·切科（Gregorio di Cecco）等藝術家一起接受訓練，但他有自己的風格。他在技術上達到了很高的水平，並了解佛羅倫薩天才畫家如真蒂萊·達·法布里亞諾（Gentile da Fabriano）和馬索利諾的藝術創新。他的作品出現不同於許多錫耶納同時代畫家的晚期哥德式風格
。
他有簽名第一件作品是《Arte della Lana》祭壇畫（1423-1426），其碎片現在被各種私人和公共收藏。
西恩納主教座堂的《雪中聖母》祭壇畫是斯特凡諾·迪·喬瓦尼被委託的著名作品，被認為是他的第二部主要作品。他不僅擅長為人物注入自然光，令人信服地塑造其形狀，而且對空間關係也有著令人驚嘆的處理能力，創造出具有凝聚力和令人印象深刻的作品。從此，在哥德式的影響下，斯特凡諾·迪·喬瓦尼的風格增加了裝飾性。
斯特凡諾·迪·喬瓦尼在科爾托納的聖多梅尼科創作的多聯畫（約1437年）描繪了修道院院長聖安東尼傳說中的場景。他透過繪畫展現出高超的敘事技巧，以及將複雜的調色板和有節奏的構圖相結合。
Francesco di Giorgio e di Lorenzo，更廣為人知的名字是Vecchietta，據說是他的學徒。
他在裝飾錫耶納羅馬門的聖母升天壁畫時死於肺炎。這項工作是由他的學生薩諾·迪·彼得羅（Sano di Pietro）完成的。